# Гавайнсталь
Гавайнсталь (нем. Gaweinstal) — ярмарочная коммуна (нем. Marktgemeinde) в Австрии, в федеральной земле Нижняя Австрия.
Входит в состав округа Мистельбах. Население составляет 3681 человек (на 31 декабря 2005 года). Занимает площадь 51,6 км². Официальный код — 31612.

## Политическая ситуация
Бургомистр коммуны — Йохан Плах (АНП) по результатам выборов 2005 года.
Совет представителей коммуны (нем. Gemeinderat) состоит из 23 мест.
- АНП занимает 13 мест.
- СДПА занимает 10 мест.